# 980

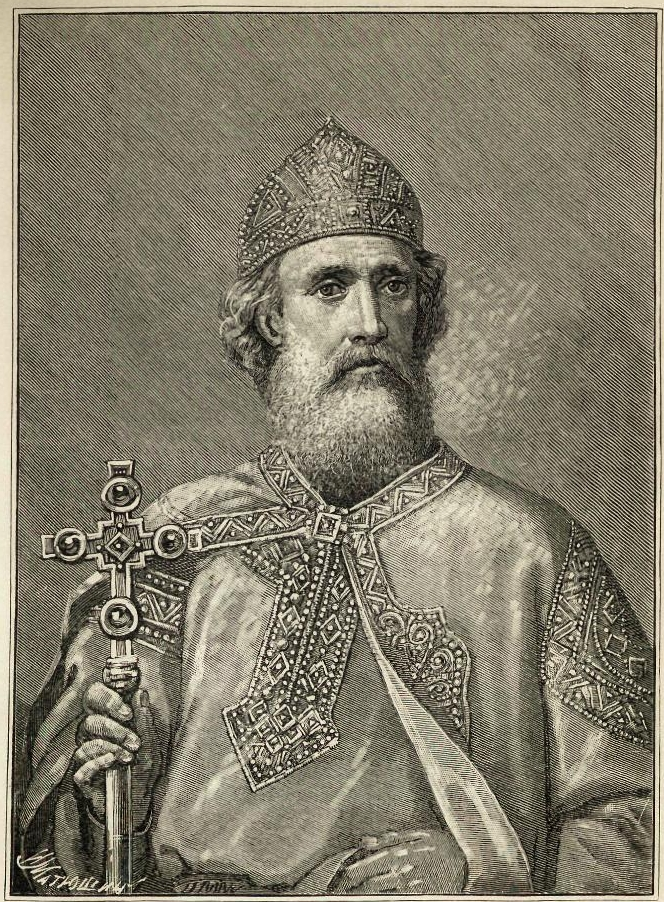
Vladimir I ("de Grote") (ca. 956 - 1015)

Het jaar 980 is het 80e jaar in de 10e eeuw volgens de christelijke jaartelling.

## Gebeurtenissen

### Europa
- Voorjaar - Keizer Otto II ("de Rode") sluit een vredesverdrag met koning Lotharius III (II) in Margut. Lotharius ziet af van zijn aanspraken op Lotharingen, terwijl Otto belooft Lotharius' zoon Lodewijk V ("de Nietsdoener") te erkennen als de rechtmatige erfgenaam van het West-Frankische Rijk. Het verdrag veroorzaakt spanningen tussen Lotharius en zijn vazal Hugo Capet, die zijn macht versterkt om meer invloed te krijgen op de opvolging.
- 11 juni - Vladimir I ("de Grote"), grootvorst van Kiev, consolideert zijn territorium van het huidige Oekraïne tot aan de Baltische Zee. Hij wordt uitgeroepen tot heerser van het Kievse Rijk. Kort daarna wordt het vorstendom Polotsk en Smolensk verovert door Vladimir. In Kaniv (of Rodja) wordt Vladimir's broer Jaropolk I (die zich verschanst heeft in de belegerde stad) tijdens vredesonderhandelingen door Kievse edelen (bojaren) vermoordt.
- Zomer - Arnulf van Gent, de zoon van graaf Dirk II van Holland, trouwt met de 20-jarige Lutgardis van Luxemburg, een zuster van de toekomstige Duitse koning Hendrik II ("de Heilige").
- Herfst - Otto II ("de Rode") vertrekt op zijn eerste expeditie naar Italië. Hij laat de regering over aan aartskanselier Willigis. Otto wordt vergezeld door zijn vrouw, keizerin Theophanu.[1]
- Winter - Otto II ("de Rode") viert kerstfeest met zijn gezin in Ravenna. Hij ontvangt de IJzeren Kroon van Lombardije als "koning van Italië".[2]

### Azië
- Keizer Taizong maakt van de interne problemen in Vietnam gebruik om het gebied weer onder controle te krijgen. Einde van de Đinh-dynastie en begin van de Vroegere Le-dynastie.

### Religie
- Notger (of Notker), een Frankische monnik en bisschop, sticht het prinsbisdom Luik (huidige België). Het prinsendom blijft een onafhankelijke staat binnen het Heilige Roomse Rijk.
- Eerste schriftelijke vermeldingen van Badingen, Gontrode, Humbeek en Zaamslag (Zeeuws-Vlaanderen).

## Geboren
- 23 april - Gerard Sagredo, Italiaans bisschop (overleden 1046)
- 15 juli - Ichijo (of Kanehito), keizer van Japan (overleden 1011)
- Adalbero van Eppenstein, hertog van Karinthië (overleden 1039)
- Avicenna, Perzisch filosoof en wetenschapper (overleden 1037)
- Boudewijn IV ("met de Baard"), Frans edelman (overleden 1035)
- Cunegonde, keizerin van het Heilige Roomse Rijk (overleden 1033)
- Godfried I (of Berengar), hertog van Bretagne (overleden 1008)
- Humbert I ("de Witte Hand"), graaf van Savoye (overleden 1048)
- Ibn Tahir al-Baghdadi, Arabisch wetenschapper (overleden 1037)
- Olaf II ("de Schatkoning"), koning van Zweden (overleden 1022)
- Otto III, keizer van het Heilige Roomse Rijk (overleden 1002)[3]
- Svjatopolk I, grootvorst van het Kievse Rijk (overleden 1019)[4]
- Theodora III, keizerin van het Byzantijnse Rijk (overleden 1056)

## Overleden
- 16 januari - Berthold II, markgraaf van Nordgau (r. 961 - 980)
- 11 juni - Jaropolk I, grootvorst van het Kievse Rijk (r. 972 - 980)
- Rogvolod (of Ragnvald), grootvorst van Polotsk (r. 945 - 980)